# Decaspermum alpinum
Decaspermum alpinum là một loài thực vật có hoa trong Họ Đào kim nương. Loài này được P.Royen mô tả khoa học đầu tiên năm 1983.